# Michał Głuszak
Michał Sebastian Głuszak – polski ekonomista, doktor habilitowany nauk społecznych, profesor na Uniwersytecie Ekonomicznym w Krakowie, specjalista od analizy rynku nieruchomości, ekonomiki nieruchomości, mikroekonomii oraz rynku nieruchomości.

## Kariera naukowa
W 2002 roku został zatrudniony na Uniwersytecie Ekonomicznym w Krakowie, gdzie w 2010 roku na jego Wydziale Ekonomii i Stosunków Międzynarodowych uzyskał stopień doktora nauk ekonomicznych na podstawie rozprawy pt. Modele dyskretnych wyborów w analizie rynku mieszkaniowego w Polsce, której promotorem była Anna Karwińska. W 2020 roku ta sama uczelnia nadała mu stopień doktora habilitowanego nauk społecznych na podstawie pracy pt. Efekty zewnętrzne jako przyczyna zawodności rynku nieruchomości.